# Salah Zakaria
Salah Zakaria Mohamed Mousa Hassan, noto semplicemente come Salah Zakaria (Sharqiyya, 24 aprile 1999), è un calciatore qatariota, portiere dell'Al-Duhail e della nazionale qatariota.

## Statistiche

### Presenze e reti nei club
Statistiche aggiornate al 30 marzo 2024.
| Stagione          | Squadra           | Campionato        | Campionato | Campionato | Coppe nazionali | Coppe nazionali | Coppe nazionali | Coppe continentali | Coppe continentali | Coppe continentali | Altre coppe | Altre coppe | Altre coppe | Totale | Totale |
| Stagione          | Squadra           | Comp              | Pres       | Reti       | Comp            | Pres            | Reti            | Comp               | Pres               | Reti               | Comp        | Pres        | Reti        | Pres   | Reti   |
| ----------------- | ----------------- | ----------------- | ---------- | ---------- | --------------- | --------------- | --------------- | ------------------ | ------------------ | ------------------ | ----------- | ----------- | ----------- | ------ | ------ |
| 2019-2020         | Al-Gharafa        | QSL               | 2          | -1         | CSQ+CEQ         | 1+0             | 0               | -                  | -                  | -                  | -           | -           | -           | 3      | -1     |
| 2020-gen. 2021    | Al-Gharafa        | QSL               | 5          | -7         | CSQ             | 4               | -1              | -                  | -                  | -                  | -           | -           | -           | 9      | -8     |
| Totale Al-Gharafa | Totale Al-Gharafa | Totale Al-Gharafa | 7          | -8         |                 | 5               | -1              |                    | -                  | -                  |             | -           | -           | 12     | -9     |
| gen.-giu. 2021    | Al-Duhail         | QSL               | 10         | -9         | CSQ+CEQ         | 0+3             | 0 + -2          | ACL                | 6                  | -9                 | CQ+Cmc      | 2+2         | -3 + -2     | 23     | -25    |
| 2021-2022         | Al-Duhail         | QSL               | 15         | -18        | CEQ             | 4               | -6              | AFC                | 8                  | -16                | -           | -           | -           | 27     | -40    |
| 2022-2023         | Al-Duhail         | QSL               | 13         | -17        | CSQ+CEQ         | 0+0             | 0               | -                  | -                  | -                  | CQ          | 1           | 0           | 14     | -17    |
| 2023-2024         | Al-Duhail         | QSL               | 13         | -30        | CSQ+CEQ         | 0+0             | 0               | AFC                | 5                  | -9                 | CQ          | 0           | 0           | 18     | -39    |
| Totale Al-Duhail  | Totale Al-Duhail  | Totale Al-Duhail  | 51         | -74        |                 | 7               | -8              |                    | 19                 | -34                |             | 5           | -5          | 82     | -121   |
| Totale carriera   | Totale carriera   | Totale carriera   | 58         | -82        |                 | 12              | -9              |                    | 19                 | -34                |             | 5           | -5          | 94     | -130   |

### Cronologia presenze e reti in nazionale
| Cronologia completa delle presenze e delle reti in nazionale ― Qatar | Cronologia completa delle presenze e delle reti in nazionale ― Qatar | Cronologia completa delle presenze e delle reti in nazionale ― Qatar | Cronologia completa delle presenze e delle reti in nazionale ― Qatar | Cronologia completa delle presenze e delle reti in nazionale ― Qatar | Cronologia completa delle presenze e delle reti in nazionale ― Qatar | Cronologia completa delle presenze e delle reti in nazionale ― Qatar | Cronologia completa delle presenze e delle reti in nazionale ― Qatar |
| Data                                                                 | Città                                                                | In casa                                                              | Risultato                                                            | Ospiti                                                               | Competizione                                                         | Reti                                                                 | Note                                                                 |
| -------------------------------------------------------------------- | -------------------------------------------------------------------- | -------------------------------------------------------------------- | -------------------------------------------------------------------- | -------------------------------------------------------------------- | -------------------------------------------------------------------- | -------------------------------------------------------------------- | -------------------------------------------------------------------- |
| 26-8-2022                                                            | Wiener Neustadt                                                      | Qatar                                                                | 1 – 1                                                                | Giamaica                                                             | Amichevole                                                           | -1                                                                   |                                                                      |
| 15-6-2023                                                            | Ritzing                                                              | Giamaica                                                             | 1 – 2                                                                | Qatar                                                                | Amichevole                                                           | -1                                                                   |                                                                      |
| 8-7-2023                                                             | Arlington                                                            | Panama                                                               | 4 – 0                                                                | Qatar                                                                | Gold Cup 2023 - Quarti di finale                                     | -4                                                                   |                                                                      |
| 31-12-2023                                                           | Doha                                                                 | Qatar                                                                | 3 – 0                                                                | Cambogia                                                             | Amichevole                                                           | -                                                                    | 46’                                                                  |
| 22-1-2024                                                            | Doha                                                                 | Qatar                                                                | 1 – 0                                                                | Cina                                                                 | Coppa d'Asia 2023 - 1º turno                                         | -                                                                    | 46’                                                                  |
| 21-3-2024                                                            | Doha                                                                 | Qatar                                                                | 3 – 0                                                                | Kuwait                                                               | Qual. Mondiali 2026                                                  | -                                                                    | 70’                                                                  |
| 10-6-2025                                                            | Tashkent                                                             | Uzbekistan                                                           | 3 – 0                                                                | Qatar                                                                | Qual. Mondiali 2026                                                  | -3                                                                   |                                                                      |
| Totale                                                               |                                                                      | Presenze                                                             | 7                                                                    |                                                                      | Reti                                                                 | -9                                                                   |                                                                      |

## Palmarès

### Club

#### Competizioni nazionali
- Qatar Stars League: 1

Al-Duhail: 2022-2023
- Coppa delle Stelle del Qatar: 1

Al-Duhail: 2023
- Coppa dell'Emiro del Qatar: 1

Al-Duhail: 2022
- Coppa di Qatar: 1

Al-Duhail: 2023

### Nazionale
- Coppa d'Asia: 1

2023